# Vieille Femme à la pipe
Vieille Femme à la pipe est un tableau du peintre français Jean-Léon Gérôme réalisé en 1858,.

## Description
De format vertical, il met en évidence une femme âgée assise seule, un peu tassée dans un fauteuil, à proximité de l'angle de murs nus  et sans ouverture.

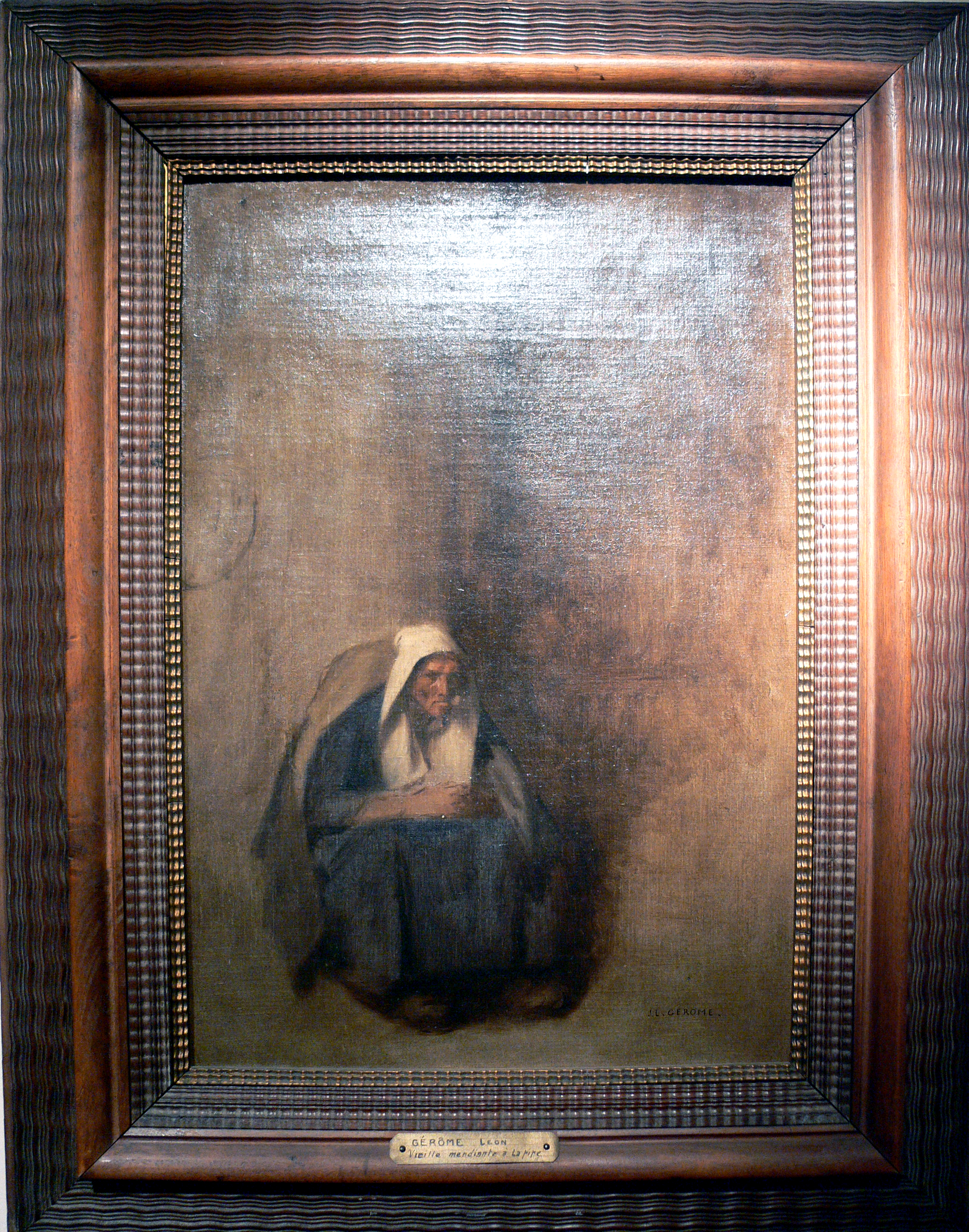
Le tableau avec son encadrement.